# Iain Mackay-Dick
Sir Iain Charles Mackay-Dick, KCVO, MBE (* 24. August 1945) ist ein ehemaliger britischer Offizier der British Army, der unter anderem zuletzt von 1994 bis 1997 als Generalmajor Kommandeur des Militärbezirks London (General Officer Commanding, London District) sowie in Personalunion Kommandierender Generalmajor der Household Division war, der Haustruppen des Königlichen Haushalts. Er war ferner von 1997 bis 2011 Geschäftsführer (Chief Executive) des Morden College, einer 1605 gegründeten Wohltätigkeitsorganisation, die Wohnheime im Londoner Stadtteil Blackheath betreibt.

## Leben
Iain Charles Mackay-Dick, Sohn von John Mackay-Dick und dessen Ehefrau Margaret Edith Forty, begann nach dem Besuch der St Edmund’s School in Hindhead und der 1550 gegründeten Sherborne School eine Offiziersausbildung an der Royal Military Academy Sandhurst. Nach Abschluss der Ausbildung trat er 1965 als Leutnant (Second Lieutenant) in das zur Guards Division gehörende Garderegiment Scots Guards ein. In den folgenden zwanzig Jahren war er als Offizier und nach dem Besuch des Staff College Camberley als Stabsoffizier in Malaysia, Borneo, Deutschland, den Falklandinseln, wo er am Falklandkrieg teilnahm, sowie in Nordirland eingesetzt. Er gehörte auch der Tennis- und Squashmannschaft der British Army an und gewann 1971 deren Squash-Meisterschaft. Er war zudem zwischen 1979 und 2006 Mitglied des Royal United Services Institute (RUSI), ein unabhängiges Forschungsinstitut, das sich mit Fragen der nationalen und internationalen Sicherheit befasst. Für seine militärischen während des Nordirlandkonflikts wurde er 1981 Mitglied (Member) des Order of the British Empire (MBE). Im April 1983 übernahm er als Oberstleutnant (Lieutenant-Colonel) den Posten als Kommandeur (Commanding Officer) des 2. Bataillons der Scots Guards und behielt diesen bis Oktober 1985. Im Anschluss fungierte  von 1986 bis 1988 als Kommandant des Junior Division Staff College in Warminster.
Als Brigadegeneral (Brigadier) fungierte Mackay-Dick von April 1989 bis April 1991 erst als Kommandeur der 11. Panzerbrigade (11th Armoured Brigade) sowie im Anschluss zwischen April 1991 und Juni 1992 als stellvertretender Militärischer Sekretär im Verteidigungsministerium (Deputy Military Secretary, Ministry of Defence). Er löste als Generalmajor (Major-General) im August 1992 Generalmajor Rupert Smith als Kommandeur der in Verden an der Aller stationierten 1. Panzerdivision (General Officer Commanding, 1st Armoured Division) ab. Er verblieb auf diesem Posten allerdings nur bis Dezember 1992 und wurde daraufhin von Generalmajor Anthony Denison-Smith abgelöst. Er blieb allerdings im Anschluss in Deutschland und war 1993 Kommandeur der britischen Truppen in Niedersachsen (General Officer Commanding, Lower Saxony District), dessen Hauptquartier ebenfalls in Verden an der Aller war.
Elf Jahre nach dem Falklandkrieg übernahm Generalmajor Iain Mackay-Dick von Oktober 1993 bis Juni 1994 den Posten als Kommandeur der britischen Truppen auf den Falklandinseln  und den Südatlantischen Inseln (Commander, British Forces, Falkland/South Atlantic Islands), zu denen auch das Britische Überseegebiet Südgeorgien und die Südlichen Sandwichinseln und die Südlichen Orkneyinseln gehören. Zuletzt löste er im Juni 1994 Generalmajor Sir Robert Corbett als Kommandeur des Militärbezirks London (General Officer Commanding, London District) ab und verblieb in dieser Funktion bis zu seinem Eintritt in den Ruhestand im Juni 1997, woraufhin Generalmajor Sir Evelyn Webb-Carter seine Nachfolge antrat. In dieser Funktion war er zwischen Juni 1994 und Juni 1997 auch Kommandierender Generalmajor der Household Division, der Haustruppen des Königlichen Haushalts. 1996 wurde er Fellow des Institute of Management (FIMgt), dem heutigen Chartered Management Institute (CMI). Am 15. Juli 1997 wurde er zum Knight Commander des Royal Victorian Order (KCVO) geschlagen und führte seither den Namen „Sir“.
Nach seinem Ausscheiden aus dem aktiven Militärdienst war er zwischen 1997 und 2011 Clerk to the Trustees und Geschäftsführer (Chief Executive) des Morden College war, eine 1605 gegründete Wohltätigkeitsorganisation, die Wohnheime im Londoner Stadtteil Blackheath betreibt. Sir Iain Charles Mackay-Dick, der 2000 die Ehrenbürgerschaft (Freedom of the City) von London erhielt, war von 2000 bis 2007 auch Ehrenoberst (Honorary Colonel) des No. 256 (City of London) Field Hospital, ein Feldkrankenhaus des Royal Army Medical Corps (RAMC). Aus seiner 1971 mit Carolynn Hilary Homes geschlossenen Ehe gingen drei Töchter hervor.

## Veröffentlichung
- Central Region versus Out of Area. Essays, 1990